# (73010) 2002 EU43
(73010) 2002 EU43 – planetoida z pasa głównego asteroid okrążająca Słońce w ciągu 3,63 lat w średniej odległości 2,36 j.a. Odkryta 12 marca 2002 roku.